# Акустический закон Ома
Акустический закон Ома — основной закон акустики, по форме и смыслу аналогичный основному закону электрической цепи.

## Математическая формулировка
{\displaystyle U={P \over {\rho \cdot C}}},
где
- {\displaystyle U} — амплитуда скорости колеблющейся частицы (синусоидальные колебания);
- {\displaystyle P} — амплитуда давления;
- {\displaystyle \rho } — плотность среды;
- {\displaystyle C} — скорость распространения звука в среде.

С акустическим законом Ома связаны и формулы силы звука {\displaystyle I}, совершенно аналогичные формулам электрической мощности:
{\displaystyle I={1 \over 2}\cdot P\cdot U={1 \over 2}\cdot {P^{2} \over {\rho \cdot C}}={1 \over 2}\cdot U^{2}\cdot \rho \cdot C}
Коэффициент ½ появляется из-за использования амплитудных значений скорости и давления, для действующих (среднеквадратичных) значений он не нужен.

## Физический смысл
Все колебательные системы являются преобразователями энергии между двумя её формами (если опустить потери в тепло), которые будут аналогичны потенциальной и кинетической энергиям механических колебаний, поэтому они могут быть описаны схожим математическим аппаратом. Среда, в которой распространяется звук, обладает упругостью, каковая связана с потенциальной энергией колебаний, а частицы среды, приходящие в движение, обладают кинетической энергией. Электрические колебания в контуре, в свою очередь, являются преобразованием потенциальной энергии электрического поля (ёмкость среды) в энергию магнитного поля тока (реального движения зарядов или тока смещения), аналогичную кинетической.
Таким образом:
Амплитуда скорости колеблющейся частицы (связанная с кинетической энергией колебаний) является аналогом силы электрического тока в колебательном контуре (определющем запас его магнитной энергии, также аналогичной кинетической энергии механических колебаний).
Амплитуда давления (связанная с мерой потенциальной энергии колебаний) является аналогом напряжения на ёмкости колебательного контура.
Плотность и скорость распространения звука {\displaystyle \rho \cdot C} вместе составляют акустическое сопротивление среды.